# أئين كلاية
أئین كلاية هي قرية في مقاطعة طالقان، إيران. عدد سكان هذه القرية هو 5 في سنة 2006.